# Blaesoxipha chubutina
Blaesoxipha chubutina är en tvåvingeart som först beskrevs av Blanchard 1955.  Blaesoxipha chubutina ingår i släktet Blaesoxipha och familjen köttflugor. Inga underarter finns listade i Catalogue of Life.